# Caleta de Sebo
Caleta de Sebo är en ort i Spanien.   Den ligger i provinsen Provincia de Las Palmas och regionen Kanarieöarna, i den sydvästra delen av landet, 1 500 km sydväst om huvudstaden Madrid. Caleta de Sebo ligger 11 meter över havet och antalet invånare är 653. Den ligger på ön Graciosa.
Terrängen runt Caleta de Sebo är platt åt nordväst, men åt sydost är den kuperad. Havet är nära Caleta de Sebo åt nordväst. Runt Caleta de Sebo är det ganska glesbefolkat, med 38 invånare per kvadratkilometer. Närmaste större samhälle är Teguise, 19,9 km söder om Caleta de Sebo. Omgivningarna runt Caleta de Sebo är i huvudsak ett öppet busklandskap.